# Cophura daphne
Cophura daphne là một loài ruồi trong họ Asilidae. Cophura daphne được Pritchard miêu tả năm 1943. Loài này phân bố ở vùng Tân nhiệt đới.